# فانتسی (میکس‌تیپ)
فانتسی (به انگلیسی: Fantasea) نخستین میکس‌تیپ رپر آمریکایی آزیلیا بنکس می‌باشد در تاریخ ۱۱ ژوئیهٔ ۲۰۱۲ به‌صورت رایگان برای دانلود منتشر شد.